# Johan Vekemans
Johan Vekemans (Goirle, 6 december 1964) is een voormalig Nederlands proftennisser.
Nadat Vekemans als derde eindigde in de Nederlandse jeugdcompetitie, werd hij in 1984 proftennisser. Hij was vooral als dubbelspeler succesvol en bereikte in 1986 als zodanig zijn hoogste ATP-klassering: 75e. Samen met Tom Nijssen werd hij zowel in 1986 als in 1987 verliezend finalist van de Dutch Open bij het herendubbelspel. 

## Prestatietabel
| Legenda | Legenda                          |
| ------- | -------------------------------- |
| g.t.    | geen toernooi gehouden           |
| l.c.    | lagere categorie                 |
| –       | niet deelgenomen                 |
| G       | uitgeschakeld in de groepsfase   |
| 1R      | uitgeschakeld in de eerste ronde |
| 2R      | uitgeschakeld in de tweede ronde |
| 3R      | uitgeschakeld in de derde ronde  |
| 4R      | uitgeschakeld in de vierde ronde |
| KF      | uitgeschakeld in de kwartfinale  |
| HF      | uitgeschakeld in de halve finale |
| F       | de finale verloren               |
| W       | het toernooi gewonnen            |
| w-v     | winst/verlies-balans             |

### Prestatietabel grand slams, enkelspel
| Toernooi        | 1987 |
| --------------- | ---- |
| Australian Open | –    |
| Roland Garros   | 1R   |
| Wimbledon       | –    |
| US Open         | –    |

### Prestatietabel grand slams, dubbelspel
| Toernooi        | 1986 | 1987 | 1988 | 1989 |
| --------------- | ---- | ---- | ---- | ---- |
| Australian Open | –    | –    | –    | –    |
| Roland Garros   | 2R   | 1R   | –    | 1R   |
| Wimbledon       | –    | –    | –    | –    |
| US Open         | –    | –    | –    | –    |